# Ávvir
Az Ávvir („Befolyás” vagy „Törődés”) egy északi számi nyelven, hetente háromszor megjelentő újság, melyet a Min Áigi és az Áššu összeolvadásával alapítottak meg 2008-ban. Az újság nevét Laila Susanne Vars találta ki.Az első szám a számi nemzeti ünnepen, február 6-án jelent meg.
Jelenleg ötször jelenik meg egy héten, keddtől szombatig. A szerkesztőség irodái Kárášjohkában (Karasjokk) és Guovdageaidnuban (Kautokeino) vannak.

## Fordítás
- Ez a szócikk részben vagy egészben  az   Ávvir című angol Wikipédia-szócikk ezen változatának fordításán alapul.  Az eredeti cikk szerkesztőit annak laptörténete sorolja fel. Ez a jelzés csupán a megfogalmazás eredetét és a szerzői jogokat jelzi, nem szolgál a cikkben szereplő információk forrásmegjelöléseként.